# Mateusz Gessler
Mateusz Adam Gessler (ur. 31 lipca 1980 w Warszawie) – polski kucharz, restaurator i osobowość medialna.

## Życiorys
Jest synem restauratora Adama Gesslera i Joanny Fedorowicz-Roqueblave, wnukiem Zbigniewa Gesslera i Jacka Fedorowicza. Ma przyrodniego brata, Adama. Wyjechał w stanie wojennym do Francji ze swoją matką. Wychowywała go ze swoim drugim mężem, Patrice’em.
Ukończył szkołę gastronomiczną w Lozannie. Jest właścicielem trzech restauracji w Warszawie: Warszawa Wschodnia (od 2012), Ćma (od 2016) i Warszawski Sen (od 2017). Napisał dwie książki kucharskie: Moja Kuchnia Polska i Smaki dzieciństwa.
W styczniu 2014 dostał propozycję prowadzenia polskiej edycji programu kulinarnego Polsatu Hell’s Kitchen. Piekielna kuchnia, jednak zrezygnował z niej z powodów osobistych. W latach 2016–2021 był jednym z jurorów polskiej edycji programu TVN MasterChef Junior, za co został wyróżniony w plebiscycie Gwiazdy Plejady nagrodą za „debiut roku”. W 2017 został prowadzącym reality show TVN Drzewo marzeń, a w 2019 gospodarzem audycji internetowej rozgłośni Newonce.radio Mateusz Gessler serwuje. Również w 2019 zagrał krytyka kulinarnego w jednym z odcinków serialu Zakochani po uszy. W 2022 roku został nowym szefem kuchni w programie Hell’s Kitchen. Piekielna kuchnia.
Żonaty z Edytą. Mają syna, Franka (ur. 2005).

## Filmografia
- 2019: Zakochani po uszy – krytyk kulinarny (odc. 10)